# Hidroelektrarna Bratsk
Hidroelektrarna Bratsk (Бра́тская гидроэлектроста́нция - Bratskaja Gidroelektrostancija, tudi »50 let oktobrske revolucije«) je velika hidroelektrarna na reki Angara, ki se nahaja se v bližini kraja Bratsk, Irkutska oblast, Rusija.
Z gradnjo so začeli leta 1954, končali pa so jo leta 1967. Nekaj let je bila največja elektrarna na svetu, leta 1971 ji je ta naziv prevzela kanadska Churchill Falls Generating Station.  Elektrarna ima 15x 250 MW turbin in 3x 255 MW, skupna kapaciteta je tako 4515 MW. Hidravlični padec je 108 metrov. Bratsk na leto proizvede okrog 22,6 TWh električne energije. Rezervoar Bratsk ima kapaciteto 169,27 km3 vode, površina jezera znaša 5470 km2.